# 中央军事委员会改革和编制办公室
中央军事委员会改革和编制办公室，通称中央军委改革和编制办公室，是中央军事委员会机关第一级职能部门，负责全军组织编制管理工作，位于北京市。

## 沿革
在深化国防和军队改革中，2016年1月成立中央军委改革和编制办公室。改革和编制办公室主要履行国防和军队改革筹划协调的职能，指导推动重大改革的实施，并负责解放军组织编制管理的工作。
2017年11月，中央军委改革和编制办公室在全军政工网开设“军队政策制度改革意见箱”，向全军官兵征求军队政策制度改革意见。

## 机构设置
2015年改革后，中央军委改革和编制办公室设置下列机构：

### 内设机构
- 综合局

……

## 历任领导
| 中央军委改革和编制办公室主任 - 秦生祥 中将（2016年—2017年） - 钟绍军 中将（2017年-） | 中央军委改革和编制办公室副主任 - 何仁学 少将（2016年—2020年4月） - 李汉军 海军少将（2016年—） - 张宇 少将（2016年—） |